# 김주훈
김주훈(金州訓, 1943년 8월 20일 ~ 2021년 8월 27일)은 조선대학교 제12대 총장과 국기원 이사장을 역임한 대한민국의 스포츠인이다. 본관은 영광이며, 전라남도 장흥군 출신이다.

## 경력
- 1975년 전남태권도협회 부회장
- 1981년 ~ 2003년 조선대학교 체육학과 교수
- 1986년 광주시태권도협회 회장
- 1992년 조선대학교 체육대학장
- 1993년 대한체육회 대학스포츠위원회 상임위원
- 1994년 한국체육학회 부회장
- 1997년 광주시배구협회 회장
- 1998년 광주시체육회 부회장
- 2001년 ~ 2003년 조선대학교 체육대학원장
- 2005년 터키 하계유니버시아드대회 단장
- 2003년 ~ 2007년 제12대 조선대학교 총장
- 2008년 국기원 이사장

## 학력
- 숭일고등학교
- 조선대학교 체육학
- 원광대학교 대학원 체육학
- 원광대학교 대학원 이학박사

## 수상내력
- 대통령표창
- 체육부장관표창

| 전임 양형일 | 제12대 조선대학교 총장 2003년 11월 10일 - 2007년 11월 9일 | 후임 전호종 |